# Wello Uuskyla
Wello Uuskyla, född 14 juni 1921, död 2006 i Kungälv, var en estnisk-svensk arkitekt.
Uuskyla, som var jordbrukarson, avlade studentexamen i Haapsalu 1940, utexaminerades från Göteborgs tekniska institut 1949 och bedrev specialstudier vid Chalmers tekniska högskola 1952–1956. Han var byggnadsingenjör hos stadsarkitekt Werner Gjerming i Arvika stad 1949, blev arkitekt hos Bo Boustedt och Hans-Erland Heineman i Kungälv 1950, på White arkitekter i Göteborg 1956 och bedrev egen arkitektverksamhet i Kungälv från 1957. 
Uuskyla ritade bland annat hotell och restaurang Fars Hatt i Kungälv, om- och tillbyggnad av Grand Hotell i Falkenberg, förskola, omskolningsverkstad och bostadshus med butikscentrum i Kungälv, bygdeskola i Örsås, högstadieskola i Svenljunga, och kommunalhus i Stenungsund. Han tilldelades 2:a pris i stadsplanetävling om Falkenbergs centrum 1964.